# سيسون
سِيْسُون (الاسم العلمي: Sisona)، جنس حشرات عثية من فصيلة فراشات فتالة. يشتمل على نوع واحد فقط، Sisona albitibiana ، والذي يوجد في جنوب شرق آسيا، بما في ذلك فيتنام، الصين واليابان وتايلاند وغينيا الجديدة وبورنيو وجاوة وسولاوسي.
الأجنحة الأمامية بيضاء قاتمة عليها ملافح سحماء على طول الأضلع. الأجنحة الخلفية ذات لون اسحم خفيف.

## النويعات
هناك ثلاثة نويعات معترف بها، بما في ذلك:
- Sisona albitibiana albitibiana
- Sisona albitibiana rubida Diakonoff, 1971 (eastern Borneo, Thailand, Vietnam)